# テレラディオ・ドノソ
テレラディオ・ドノソ（Teleradio Donoso）は、チリのニューウェーブ・ポップロックの4人組のインディーズバンドである。

## メンバー
- ホアン・パブロ・ワサッフ　Juan Pablo Wasaff（ドラム・コーラス）
- マルティーン・デル・レアル　Martín del Real（ギター・コーラス）
- アレックス・アンワンテル　Alex Anwandter（ボーカル・ギター・キーボード）
- クリストバル・フレデス　Cristóbal Fredes（ベース・コーラス）

## 略歴
- 2004年に結成。
- 2005年にアルバム『Teleradio Donoso』でインディーズデビュー。
- 2007年4月、Sello Azulレーベルよりファーストオリジナルアルバム『Gran Santiago』をリリース。

## ディスコグラフィー
- 2005年　Teleradio Donoso
- 2007年　Gran Santiago
- 2008年　Bailar y Llorar